# Distretto di Fangzi
Il distretto di Fangzi (坊子区S, Fāngzǐ QūP) è un distretto della Cina, situato nella provincia dello Shandong e amministrato dalla prefettura di Weifang.